# Crush 40
Crush 40, också känt som Sons of Angels, är ett amerikanskt/japanskt rockband. Bandet är känt för att komponera mycket musik för Segas Spel, såsom NASCAR Racing och Sonic the Hedgehog.
"Crush 40" är kända bland Sonic-fansen och SEGA-fansen. Bandet består av fyra medlemmar. Takeshi Tansen på bas, Toru Kawamura på trummor och stjärnorna i gruppen är hårdrockgitarristen Jun Senoue och den legendariske melodisk rock-sångaren Johnny Gioeli.
Crush 40 var tidigare kända som "Son of Angels" och bildades ursprungligen som ett projektband för att spela in musik för Segas arkadracingspel NASCAR Rubbin Racing eller som det heter i väst EA Sport NASCAR Arcade. Jun Senoue är Segas egna Guitar Hero, som arbetar för Sega interna ljudavdelning Wave Master men bor i San Francisco och som arbetar med Sonic Team USA.
Jun började spela piano vid 3 års ålder då han bodde i Japan. Efter att ha flyttat till Panama började Jun ägna sig åt rockmusik när han var 12. Han började lära sig spela elgitarr när han var 15 år och gjorde sitt första ursprungliga band och spelade in med bandet när han var 17. År 1993, efter att ha tagit högskoleexamen i ekonomi från Aoyama Gakuin University i Japan, började han arbeta för Sega som videospelskompositör. Han gjorde ljud för spel som Sonic the Hedgehog 3. Han är mest känd för sina kompositioner och låtar i Sonic Adventure.
Johnny Gioeli är en sångarlegend med kultstatus, som har en av de mest skilda och råa rösterna i melodisk rock idag. Även under 80-talet var han känd med Bandet Brunette. Med bandet Brunette framträdde han tills det upplöstes 1991.
Johnny och hans bror började jobba tillsammans och albumet de skulle göra tillsammans skulle heta Brothers. Men det släpptes aldrig och i stället 1992 kallade de sig Hardline och släppte det klassiska hårda debutalbumet Double Eclipse som fortfarande räknas som en klassiker av melodisk rock-fans och fortsätter att hitta nya fans än idag.
Men de skildes innan de var klara med nästa album och Johnny försvann från musikindustrin. Han kom tillbaka till musikindustrin 1998 då den tyske gitarristen Axel Rudi Pell behövde en ny sångare i sitt band när Jeff Scott Soto lämnade bandet. Axel Rudi Pell hade länge beundrat Johnnys sångröst. Jun Senoue kontaktade Johnny 1998 och de spelade in deras första sång "Open Your Heart" som var temalåten i Sonic Adventure och var det första Sonicspelet i 3D. De höll kontakten och relationen mellan dem gjorde att de startade projektbandet Sons of Angels.
De gjorde musiken till spelet Sonic Adventure 2 och två år senare ändrades namnet till Crush 40. När Jun blev tillfrågad varför han och Johnny valde namnet Crush 40 svarade han att "när vi var tvungna att hitta ett annat bra namn valde vi ett ord vi gillade. Crush var ett av orden vi gillade och Johnny lade till numret på det. Crush är också namnet på en läsk och den är min favorit!"
Johnny är fortfarande medlem i det tyska bandet med Axel Rudi Pell och samtidigt jobbar han tillsammans med Crush 40 som gjorde sitt första liveframträdande 2008 på Tokyo Game Show. Konserten kan man se på Youtube och är länkad från Crush 40 hemsida. År 2010 var Crush 40 med på Summer of Sonic som är en gång om året i London. Det var deras första konsert utanför Japan.    

## Diskografi

### Studioalbum
- Thrill of the Feel (2000) (som Sons of Angels)
- Crush 40 (Europeisk release av Thrill of the Feel) (2003)
- 2 Nights 2 Remember (2015)

### EP
- Rise Again (2011)

### Livealbum
- Live! (2012)

### Samlingsalbum
- The Best of Crush 40: Super Sonic Songs (2009)
- Driving Through Forever: The Ultimate Crush 40 Collection (2019)